# مارك هوزر
مارك هوزر (بالإنجليزية: Marc Hauser)‏ هو أحيائي وأستاذ جامعي وعالم نفس أمريكي، ولد في 25 أكتوبر 1959.